# Roberto Kinsky
Roberto Kinsky (eigentlich Robert Kinsky, * 17. August 1910 in Budapest; † 15. September 1977 in Buenos Aires) war ein argentinischer Dirigent.

## Leben und Wirken
Kinsky war Schüler von Zoltán Kodály. Nach seinem Studium wirkte als stellvertretender Dirigent und Korrepetitor an der Semperoper, bevor er 1933 mit Fritz Busch nach Buenos Aires ging, wo er die Leitung des Orchesters des Teatro Colón übernahm. Hier führte er u. a. Igor Strawinskis Jeu de cartes und Orpheus, Arnold Schönbergs Erwartung, Mozarts Così fan tutte, Modest Mussorgskis Boris Godunow, Beethovens Missa solemnis und, assistiert von Fritz Busch, 1943 Richard Wagners Götterdämmerung auf. 1949 gründete er das Orquesta Sinfónica del Estado (heute Sinfonica Nacional) und leitete dessen Eröffnungskonzert. Er dirigierte Konzerte mit den Sängerinnen Kirsten Flagstad (1946) und Birgit Nilsson (1956).